# Силайджич, Амра
Амра Силайджич-Джеко (босн. Amra Silajdžić-Džeko; род. 1 октября 1984, Сараево) — боснийская фотомодель и актриса
.

## Карьера
В 2000 году, в возрасте 16 лет, Амра Силайджич выиграла французский конкурс «Metropolitan Top Model». Вскоре стала членом модельного агентства «Elite Model» в Париже. Силайджич снялась для рекламы «Anchor Blue», компании по производству одежды, а также была лицом «Robin Jeans». С 2010 года она появлялась в эпизодических ролях в нескольких американских телесериалах и фильмах.
Амра Силайджич снялась в музыкальных клипах таких исполнителей, как Энрике Иглесиас, Chromeo, The Cataracs, Тайо Крус и Блейк Шелтон.
Силайджич сыграла главную роль в американском фильме «Готический убийца» (2011).

## Личная жизнь
Силайджич вышла замуж за сербского бизнесмена Владимира Вичентьевича в 2001 году. 1 ноября 2003 года у пары родилась дочь. В 2007 году супруги развелись.
С 2011 года Силайджич состояла в отношениях с боснийским футболистом Эдином Джеко. 31 марта 2014 года они поженились.
2 февраля 2016 года Силайджич родила Дочь Уну. 9 сентября 2017 года в Риме родился сын Дани. 12 сентября 2020 родила дочь Далию.

## Фильмография
| Год  | Название                    | Роль          |
| ---- | --------------------------- | ------------- |
| 2011 | Готический убийца           | Скарлетт Дакс |
| 2013 | Я из Краины, страны каштана | молодая Айка  |
| 2014 | Девять позиций одиночества  |               |

| Год  | Название                            | Роль        |
| ---- | ----------------------------------- | ----------- |
| 2010 | C.S.I.: Место преступления Нью-Йорк | Сасс Дюмонд |
| 2011 | Красавцы                            |             |
| 2012 | Не верь с*** из квартиры 23         | Светлана    |

| Год  | Название                    | Исполнитель     |
| ---- | --------------------------- | --------------- |
| 2010 | «Dynamite»                  | Тайо Крус       |
| 2010 | «No Me Digas Que No»        | Энрике Иглесиас |
| 2011 | «Top of the World»          | The Cataracs    |
| 2011 | «Honey Bee»                 | Блейк Шелтон    |
| 2014 | «Jealous (I Ain’t with It)» | Chromeo         |
| 2014 | «Old 45’s»                  | Chromeo         |